# Petr Dobrý
Petr Dobrý   (Praga, c. 1946) és un antic pilot de motocròs txec de renom internacional durant la dècada del 1960. La seva millor temporada fou la de 1966, quan es classificà en tercera posició final al Campionat del Món de 250cc, darrere de Torsten Hallman i Joël Robert. Durant aquella temporada, va guanyar dos Grans Premis: el de la RDA, disputat a Apolda el 3 de juliol, i el d'Àustria, disputat a Murau el 2 d'octubre.
Dobrý va debutar ben jove, a 15 anys, en una cursa celebrada el 10 de setembre de 1961 al circuit de Šluknov, al districte de Děčín. Pocs anys més tard, va haver de posar punt final a la seva carrera de forma prematura, a causa d'un persistent mal d'esquena.

## Palmarès
Font:
- 1 Campionat de Txecoslovàquia de 500cc
- 2 Victòries en Gran Premi (1966, 250cc)

Resultats al Campionat del Món
| Any  | Motocicleta | 500cc | 250cc |
| ---- | ----------- | ----- | ----- |
| 1963 | Jawa        | -     | 20è   |
|      |             |       |       |
| 1966 | ČZ          | -     | 3r    |
| 1967 | ČZ          | -     | -     |
| 1968 | ČZ          | 7è    | -     |